# Жан Грива
Жан Грива (латис. Žanis Grīva, справжнє ім'я — Жаніс Карлович Фолманіс (латис. Žanis Folmanis); 24 листопада [7 грудня] 1910, Айзупська волость Тальсенського повіту Курляндської губернії, Російська імперія — 14 червня 1982, Рига) — латиський радянський письменник, учасник революційного руху у Латвії, комуніст, боєць інтернаціональних бригад, заслужений діяч культури Латвійської РСР (1960).
У літературі працював переважно у прозі, драматургії та публіцистиці. У літературних творах найчастіше використовував враження, отримані із власного досвіду. У низці робіт використовував теми Громадянської війни в Іспанії та Другої світової війни (сам воював на фронті), писав про моряків та рибалок, а також прозу для дітей.

## Біографія
Народився у сім'ї батрака шостою дитиною. У роки Першої світової війни сім'я була змушена тікати з рідних місць, рятуючись від воєнних дій. Після земельної реформи у Латвійській Республіці у 1920-і роки батько отримав невеликий земельний наділ і син почав активно допомагати йому облаштовувати власне господарство, зокрема й наймаючись у пошуках заробітку на різні роботи, був пастухом, сільськогосподарським робітником, землекопом, книгоношем. Ще у дитинстві полюбив читати, намагався писати вірші, вчився грати на скрипці. Закінчивши шість класів, поїхав до Риги, де у технічному училищі здобув професію набірника, а потім — і друкаря.
З 1930 року Жан брав участь у підпільному революційному русі проти керівництва Латвійської Республіки, тоді ж вступив до комсомолу. Член Комуністичної партії (нелегальної) з 1934 року. Одночасно з навчанням друкарській майстерності навчався й у вечірній гімназії імені Яна Райніса. За участь в учнівському страйку, як один з її керівників, його відрахували і з училища, і з гімназії, не закінчивши навчання. Відслуживши річну військову службу, після демобілізації влаштувався працювати в друкарню, спочатку — розсильним, потім — за фахом, помічником майстра. Відновив участь у нелегальній партійній роботі, піддавався арешту, через відсутність компрометувальних його доказів відпустили. Увійшов до активу нелегальної Спілки прогресивних письменників і журналістів.
Учасник громадянської війни в Іспанії. Нелегально перейшовши французько-іспанський кордон, у 1937—1939 роках у складі Міжнародної бригади бився на боці республіканців у боротьбі проти франкістів. Після падіння республіки буквально з фронту потрапив до концтабору у Франції. Уряд Латвійської республіки намагався відмовитися від Фолманіса як свого громадянина. Завдяки зусиллям радянського уряду навесні 1941 року повернувся до СРСР. Став співпрацювати в газеті «Яунайс комунарс».
Учасник Великої Вітчизняної війни. З перших днів війни, як командир батальйону 1-го латиського стрілецького полку, брав участь в обороні Риги, з боями відступав на північ через Естонію, під обстрілом евакуювався з Таллінна у Кронштадт.
На посаді помічника начальника штабу з розвідки 204-го стрілецького полку 10-ї стрілецької дивізії брав участь в обороні Ленінграда. Обіймав посаду помічника начальника штабу з розвідки 125-го гвардійського стрілецького полку 43-ї гвардійської Латиської стрілецької дивізії. У березні 1943 року під Старою Руссою, потрапивши під мінометний обстріл, отримав тяжке поранення; 22 місяці перебував у шпиталі, після чого його звільнили у запас як непридатного до військової служби.
Після війни працював на різних посадах, зокрема завідувачем літературної частини Державного театру драми Латвійської РСР. Багато подорожував; ходив у моря, включно з Атлантикою, на риболовецьких суднах і суховантажах, публікував дорожні нариси — «Під крилами альбатроса» («Zem albatrosa spārniem», 1956).
Брав активну участь у суспільному житті Латвійської РСР. Обирався депутатом Верховної Ради СРСР 6-го скликання (1962—1966) та депутатом Верховної Ради республіки. Був членом Всесвітньої ради світу.
Жив у Міжпарку. В останні роки життя тяжко хворів, переніс ампутацію ноги.
Був двічі одружений з Вії Свікуле (уроджена Звєздова, 1924—1971) і з 1972 року з Айне Фолмані (уроджена Сіполс, 1922—1998). У 1956 році усиновив молодшу сестру своєї першої дружини Дайну Звєздову.

## Творчість
Вперше опублікував свої вірші у нелегальних виданнях Латвії під псевдонімом Жан Грива. Перебуваючи в концтаборі, робив перші нариси роману «Кохання та ненависть».
Твори Жана Гриви присвячені подвигам і бойовому шляху латиських стрільців під час Лютневої революції 1917 року у Латвії та у роки Великої Вітчизняної війни, темі боротьби Другої Іспанської Республіки проти іспанських націоналістів та їхніх союзників, самовідданої праці рибалок, ролі латиської інтелігенції. Виступав також як драматург і байкар.

## Вибрана бібліографія
- Зібрання творів у 3-х томах М., Художня література, 1991 (вийшли томи 1 і 2). ISBN 5-280-01148-7 та 5-280-01150-9
- «По той бік Піренеїв». Розповіді. («Viņpus Pirenejiem», 1948, рус. Пров. Л.: Леніздат, 1948. 280 с., М.: Молода гвардія, 1950. 184 с., Рига: Латгосвидав, 1952. 255 с.) [11]
- Рибалки Паломосси. Розповіді. (Рига: Латгосвидав, 1948. 100 с., М.-Л.: Детгіз, 1951. 32 с.[11][12]
- Максільйо. Рига: Латгосвидав, 1949. 64 с.[11]
- Розповіді про Іспанію. М.: Детгіз, 1950. 144 с., М.-Л.: Детгіз, 1951. 120 с., Курськ: Курське книжкове видавництво, 1953. 239 с., Новосибірськ: Новосибірське книжкове видавництво, 1953. 120 с.[13]
- «Дорога життя». Роман. («Dzīvības ceļš», 1952, рус. Пров. Рига: Латгосіздат, 1955. 568 с.)[13]
- Дні далекі, дні близькі. Рига: Авотс, 1985. 349 с.[14]
- Вбивство у фіолетовому світанку: Розповіді. М. : Рад. письменник, 1985. 448 с.[15]
- Чи ти людина? Розповіді. М: Мовляв. гвардія, 1962. 208 с.[16]
- Під крилами альбатроса. Репортаж з моря та суші. М: Рад. письменник, 1958. 183 с.[17]
- Кохання та ненависть. Роман. Рига: Лієсма, 1967. 526 с.[18]

## Рецензії
Критики виділяли злободенні, широту тематики творчості Гриви, його пошуки нової форми для втілення своїх авторських задумів; їм бачилися цікаві паралелі з творами тематично близьких письменнику радянських і зарубіжних авторів, також ними відзначалася популярність оповідань письменника серед молоді. Йому, поєднуючи жанрові особливості нарису та новели, реалістичного та романтичного стилю вдавалося ефективно розширити жанрові межі своїх творів, хоча іноді він підміняв образність загальним викладом подій. Лірично малюючи природу рідного краю, Грива пов'язував її картини з переживаннями героїв, розкриттям їхнього духовного світу; розповідаючи про трудівників моря уникав сухої статистики показників, подробиць опису технологічних процесів тощо, висуваючи першому плані індивідуальні переживання людей, роблячи великі філософські і ліричні відступи.

## Пам'ять
Ім'я письменника носило морське судно (1985—2009)

## Нагороди
Нагороджений п'ятьма орденами та низкою медалей, зокрема
- орден Вітчизняної війни І ступеня (30.05.1951)[4]
- 2 ордени Трудового Червоного Прапора[26] (03.10.1956; 1970)
- медалі «За перемогу над Німеччиною у Великій Вітчизняній війні 1941—1945 рр.», «За доблесну працю у Великій Вітчизняній війні 1941—1945 рр.», «За оборону Ленінграда»[4]
- заслужений діяч культури Латвійської РСР (1960)
- лауреат державної премії Латвійської РСР

## Екранізації
У 1966 році на Ризькій кіностудії режисер Р. А. Горяєв зняв за мотивами однойменної новели Жана Гриви художній фільм «Ноктюрн» з акторами Полою Ракса та Гунарсом Цилінскісом у головних ролях.
У 1987 році на студії «Союзмультфільм» режисер І. Давидов зняв мультфільм «Коротышка — зелёные штанишки» за мотивами казки Жана Гриви.